# Malmö Fotbollförening 1982
Questa voce raccoglie le informazioni riguardanti il Malmö Fotbollförening nelle competizioni ufficiali della stagione 1982.

## Stagione
Grazie al quarto posto ottenuto nella fase a gironi dell'Allsvenskan il Malmö ebbe accesso ai play-off per l'assegnazione del titolo. Dopo aver eliminato l'Öster ai quarti di finale grazie ad una vittoria in trasferta, il Malmö si fermò al turno successivo a causa di due nette sconfitte (3-0 e 5-1) contro i futuri campioni dell'IFK Göteborg.

## Divisa e sponsor
Nella stagione 1982 le maglie del Malmö (prodotte dall'Adidas) non subiscono nessuna modifica, eccetto l'introduzione di un nuovo sponsor ufficiale, Skoogs.
| Manica sinistra · Manica sinistra · Maglietta · Maglietta · Manica destra · Manica destra · Pantaloncini · Pantaloncini · Calzettoni · Calzettoni |

## Rosa
| N. |                      | Ruolo | Calciatore         |
| -- | -------------------- | ----- | ------------------ |
| 1  | Finlandia (bandiera) | P     | Pertti Alaja       |
| 2  | Svezia (bandiera)    | D     | Roland Andersson   |
| 3  | Svezia (bandiera)    | D     | Ingemar Erlandsson |
| 4  | Svezia (bandiera)    | D     | Roy Andersson      |
| 5  | Svezia (bandiera)    | D     | Magnus Andersson   |
| 6  | Svezia (bandiera)    | D     | Mikael Rönnberg    |
| 7  | Svezia (bandiera)    | D     | Kent Jönsson       |
| 8  | Svezia (bandiera)    | C     | Björn Nilsson      |
| 9  | Svezia (bandiera)    | A     | Thomas Sjöberg     |
| 10 | Svezia (bandiera)    | C     | Robert Prytz       |

| N. |                   | Ruolo | Calciatore        |
| -- | ----------------- | ----- | ----------------- |
| 11 | Svezia (bandiera) | A     | Jan-Olov Kinnvall |
| 12 | Svezia (bandiera) | C     | Mats Arvidsson    |
| 13 | Svezia (bandiera) | A     | Rickard Strömbeck |
| 14 | Svezia (bandiera) | A     | Torbjörn Persson  |
| 15 | Svezia (bandiera) | D     | Anders Ohlsson    |
| 16 | Svezia (bandiera) | P     | Mats Strandberg   |
| 17 | Svezia (bandiera) | C     | Anders Palmér     |
| 19 | Svezia (bandiera) | A     | Lars Larsson      |
|    | Svezia (bandiera) | A     | Mats Magnusson    |

## Statistiche

### Statistiche di squadra
| Competizione  | Punti | Totale | Totale | Totale | Totale | Totale | Totale | D.R. |
| Competizione  | Punti | G      | V      | N      | P      | Gf     | Gs     | D.R. |
| ------------- | ----- | ------ | ------ | ------ | ------ | ------ | ------ | ---- |
| Allsvenskan   | 25    | 22     | 7      | 11     | 4      | 23     | 15     | +8   |
| Svenska Cupen | -     | ?      | ?      | ?      | ?      | ?      | ?      | -    |
| Totale        |       | 22+    | 7+     | 11+    | 4+     | 23+    | 15+    |      |

### Statistiche dei giocatori
| Giocatore      | Allsvenskan | Allsvenskan | Svenska Cupen | Svenska Cupen | Totale   | Totale |
| Giocatore      | Presenze    | Reti        | Presenze      | Reti          | Presenze | Reti   |
| -------------- | ----------- | ----------- | ------------- | ------------- | -------- | ------ |
| P. Alaja       | 22+4        | -15+-10     | ?             | -?            | 26+      | -25+   |
| Rol. Andersson | 20+4        | 1           | ?             | ?             | 24+      | 1+     |
| Roy Andersson  | 20+3        | 0           | ?             | ?             | 23+      | 0+     |
| M. Andersson   | 20+3        | 0           | ?             | ?             | 23+      | 0+     |
| M. Arvidsson   | 19+3        | 1           | ?             | ?             | 22+      | 1+     |
| I. Erlandsson  | 18+4        | 2+1         | ?             | ?             | 22+      | 3+     |
| K. Jönsson     | 17+4        | 1           | ?             | ?             | 21+      | 1+     |
| J. Kinnvall    | 1           | 0           | ?             | ?             | 1+       | 0+     |
| L. Larsson     | 8+1         | 0           | ?             | ?             | 9+       | 0+     |
| M. Magnusson   | 4+1         | 0           | ?             | ?             | 5+       | 0+     |
| B. Nilsson     | 22+4        | 4           | ?             | ?             | 26+      | 4+     |
| A. Ohlsson     | 7           | 0           | ?             | ?             | 7+       | 0+     |
| A. Palmér      | 21+3        | 2+1         | ?             | ?             | 24+      | 3+     |
| T. Persson     | 7           | 0           | ?             | ?             | 7+       | 0+     |
| R. Prytz       | 9           | 0           | ?             | ?             | 9+       | 0+     |
| M. Rönnberg    | 22+4        | 4+1         | ?             | ?             | 26+      | 5+     |
| T. Sjöberg     | 21+4        | 7           | ?             | ?             | 25+      | 7+     |
| R. Strömbeck   | 10+4        | 0+1         | ?             | ?             | 14+      | 1+     |